# Korion
Korion (eller chorion) är en av de fosterhinnor som separerar fostret och fostervattnet från livmodern. Det finns två fosterhinnor, korion är den yttre. Den inre hinnan som är i kontakt med fostervattnet kallas amnion. Korion består i sin tur av två lager, fostrets del av moderkakan bildas från det yttre av dessa. 

## Korionisitet
När ett ägg delar sig efter befruktning och resulterar i mer än ett foster, kan fostren komma att dela moderkaka, korion, eller amnion, beroende på när delningen sker. För människor gäller då att 
- om delningen sker inom tre dagar efter befruktningen, kommer fostren att ha var sin moderkaka, korion, och amnion. Vid en ultraljudsundersökning ser de då likadana ut som foster som kommer ur olika ägg.
- om delningen sker mellan fjärde och nionde dagen efter befruktningen, kommer fostren att dela moderkaka och korion, men ha var sitt amnion. Fostren ligger alltså i var sin vätskefylld blåsa, men i samma yttre fosterhinna. Då säger man att fostren är monokorioniska. Tre fjärdedelar av enäggstvillingar är monokorioniska.[2]
- Om delningen sker mellan tionde och tolfte dagen efter befruktningen, kommer fostren att dela även amnion. Det är mycket sällsynt och sker endast i 1-2 procent av alla tvillinggraviditeter. Inga fosterhinnor skiljer då fostren åt, vilket innebär att det finns en risk att de till exempel trasslar in sig i varandras navelsträngar. Man säger då att fostren är både monokorioniska och monoamniotiska.
- Om delningen sker efter tolfte dagen blir delningen ofullständig och fostren ihopväxta. Är det tvillingar kallas dessa då siamesiska tvillingar.

## Komplikationer vid monokorionicitet
Inom obstetriken går den viktiga skiljelinjen vid flerbarnsbörd vid monokoriona eller dikoriona foster, snarare än vid monozygota eller dizygota. Foster med var sitt korion har färre komplikationer, oavsett om de kommer ur samma befruktade ägg eller ur olika.
Förutom att dela moderkaka, delar monokorioniska foster även nästan alltid delar av sin cirkulation. Blod kan alltså överföras mellan fostren. Vid ungefär tio till femton procent av monokorioniska graviditeter hos människor, uppkommer i slutet av graviditeten en obalans som gör att ett av fostren får för mycket blod och kroppsvätskor vilket belastar dess hjärta, medan det andra fostret får för lite blod och dess tillväxt kan hämmas. Tillståndet kan behandlas genom laserkoagulation av anastomoser med gott resultat. Fenomenet kallas Tvilling-tvillingtransfusionsyndrom eller tvillingtransfusionsyndrom, TTS.